# Monochamus nigromaculicollis
Monochamus nigromaculicollis är en skalbaggsart som beskrevs av Stefan von Breuning 1974. Monochamus nigromaculicollis ingår i släktet Monochamus och familjen långhorningar. Inga underarter finns listade i Catalogue of Life.